# Culp's Hill
Hovedartikel: Slaget ved Gettysburg
Culp's Hill er en vigtig del af terrænet ved Gettysburg, med udsigt over centrum af byen fra sydøst. Den består af to afrundede toppe, som er adskilt med en smal lavning. Det højeste af toppene er 190 m.o.h. er af samme højde som dets nabo mod vest, Cemetery Hill, men det er stærkt bevokset og har en stejl skråning mod øst ned til vandløbet Rock Creek, 50 m lavere. Den vestlige skråning er forbundet med den østlige del af Cemetery Hill med en hængende bakketop, der omfatter et plateau (McKnight's Hill), der blev omdøbt til Stevens's Knoll efter slaget efter kaptajn Greenleaf T. Stevens, chefen for Battery E af 5. Maine Light Artillery, der var placeret her. Den lavere top er 30 meter lavere end sin makker. I 1863 var bakkerne ejet af den lokale farmer Henry Culp.
Under slaget ved Gettysburg, 1. juli – 3. juli 1863 var Culp's Hill en kritisk del af Unionshærens forsvarslinje – den højre flanke eller spidsen af det der blev kaldt fiskekrogs linjen. Bakken var i sig selv uden betydning, da den kraftige bevoksning gjorde den uegnet til at placere artilleri på, men tabet af den ville have været katastrofalt for Unionshæren fordi det havde en dominerende position i forhold til Cemetery Hill og landevejen Baltimore Pike, som var af afgørende betydning for at holde Unionshæren forsynet og for at blokere vejen for en fremrykning mod Baltimore eller Washington, D.C.

## Slaget ved Gettysburg

### Første dag
Hovedartikel: Slaget ved Gettysburg, Første dag
Culp's Hill blev først besat om aftenen den 1. juli 1863, af tropper fra Unionens 1. Korps og 11. Korps sammen med det nærliggende Cemetery Hill som et samlingspunkt for tropper der trak sig tilbage efter den konfødererede sejr dennedag nord og vest for byen. Generalløjtnant Richard S. Ewell havde fået ordrer der gav ham mulighed for at tage højderne syd for byen, og han troede at Culp's Hill ikke var besat og derfor et godt mål, som ville have gjort Unionens stilling på Cemetery Hill umulig at holde. Hans tredje division under generalmajor Edward "Allegheny" Johnson, var netop ankommet til slagmarken og Johnson fik ordre til at tage bakken, hvis han ikke allerede havde gjort det.
Johnson tog ikke Culp's Hill. Han sendte en lille gruppe frem for at rekognoscere, og de stødte på 7. Indiana Infantry fra 1. Korps, som var en del af brigadegeneral James S. Wadsworths division, der havde været bagude for at beskytte korpsets træn og nu lå ved siden af Iron Brigade, og gravede sig ned efter det voldsomme slag på Seminary Ridge. Johnsons gruppe blev overrasket og nær fanget inden de nåede at flygte.
At Ewell ikke tog Culp's Hill eller Cemetery Hill den aften, betragtes som en af de store mistede muligheder under slaget. En anden grund til at hans tøven med at rykke frem var efterretninger om at unionstropper nærmede sig fra øst langs Hanover vejen. Det var fortroppen af 12. Korps under generalmajor Henry W. Slocum. Hvis disse tropper var ankommet på det forkerte tidspunkt, ville de have ramt Ewells styrker i flanken og have kunne rulle hele styrken op.

### Anden dag
Hovedartikel: Slaget ved Gettysburg, Anden dag
Om morgenen den 2. juli ankom 12. Korps og befæstede Culp's Hill. Brigadegeneral George S. Greene, som i en alder af 62 var den ældste general i unionshæren, havde kommandoen over en brigade i generalmajor John W. Gearys division. Som civilingeniør inden krigen havde han en naturlig forståelse af værdien af forsvarsværker. Hans divisions og korpskommandør troede ikke at de ville blive liggende på Culp's Hill ret længe og delte ikke hans begejstring for at bygge brystværn, men de modsatte sig heller ikke at han byggede dem. Han satte sine tropper i gang med at fælde træer og samle klippeskytter og jord til at bygge meget effektive forsvarsstillinger.
Unionens forsvarsstillinger den 2. juli begyndte i nord med artilleribatterier på Stevens' Knoll, fulgt af Wadsworths division fra 1. Korps, Greenes New York brigade i stillinger der løb fra nord mod syd på den øverste skråning og brigaden under brigadegeneral Thomas L. Kane som havde forbindelse til Greenes linje bag brystværnene på den nedre skråning. Bag disse frontlinjer lå fra venstre mod højre brigaderne under obersterne Charles Candy, Archibald L. McDougall, Silas Colgrove og brigadegeneral Henry H. Lockwood. De strakte sig forbi Spangler's Spring og gennem McAllister's Woods. (De sidste tre brigader var fra brigadegeneral Thomas H. Ruger's division i 12. Korps.
Om morgenen beordrede den konfødererede general Robert E. Lee angreb mod begge ender af Unionens linje. Generalløjtnant James Longstreet angreb med sit 1. Korps på Unionens venstre fløj – (Little Round Top, Devil's Den, og Wheatfield). Ewell og hans 2. Korps fik til opgave at iværksætte en samtidig demonstration mod Unionens højre fløj, et mindre angreb, der skulle aflede opmærksomheden og fastlåse styrker fra Unionen, så de ikke kunne blive sendt mod Longstreet. Ewell skulle udnytte det, hvis der opstod en mulighed, og i givet fald gennemføre et storangreb mod Unionen.
Ewell indledte sin demonstration kl. 16, da han hørte lyden af Longstreets kanoner mod syd. I tre timer valgte han at begrænse demonstrationen til artilleribeskydning fra Benner's Hill, omkring 1½ km mod nordøst, men trods denne demonstration kunne han ikke fastholde generalmajor
George G. Meades opmærksomhed. Meade var travlt optaget af den voldsomme kamp på hans venstre flanke og havde travlt med at sende så mange forstærkninger som muligt af sted. Han beordrede Slocum til at sende sit 12. Korps af sted. Det står ikke klart om han beordrede hele korpset sendt af sted eller gav Slocum besked på at lade en brigade blive tilbage, men det sidste var hvad Slocum gjorde, og Greenes brigade blev ladt tilbage med eneansvar for forsvaret af Culp's Hill.
Greene forlængede sin linje til højre for at dække en del af den nedre skråning, men hans 1.400 mand ville være alt for spredte hvis der kom et angreb fra Konføderationen. De kunne kun danne en enkelt kamplinje uden forstærkninger. Kun tre af de fem brigader af unionstropper der blev afsendt fra Culp's Hill kom i kamp. Resten af Gearys division marcherede ned af Baltimore Pike og overså stedet hvor de skulle dreje til højre. Da de indså hvor de var, var krisen overstået på Unionens venstre flanke og centrum.
Omkring kl. 19, da tusmørket begyndte at sænke sig, og de konfødererede angreb på Unionens venstre fløj og centrum var ved at gå i stå, valgte Ewell at indlede sit infanteriangreb. Han sendte tre brigader med 4.700 mand fra generalmajor Edward "Allegheny" Johnsons division over Rock Creek og op ad den østlige skråning af Culp's Hill. Brigaderne var – fra venstre til højre – brigadegeneral George H. Steuart, oberst Jesse M. Williams (Nicholls brigade), og brigadegeneral John M. Jones. Stonewall Brigaden, under brigadegenral James A. Walker, var optaget af Unionskavaleri på Brinkerhoff's Ridge bagude.
Da kampen begyndte sendte Greene bud efter forstærkninger fra 1. Korps og 11. Korps på hans venstre side. Wadsworth sendte tre regimenter og generalmajor Oliver O. Howard på Cemetery Hill sendte fire—tilsammen 750 mand, som fungerede som Greenes reserve og hjalp med til at hente ammunition.
På de konfødereredes højre flanke havde Jones' brigade fra Virginian det vanskeligste terræn at komme over, den stejleste del af Culp's Hill. Da de hastede gennem skoven og op af den klippefyldte skråning blev de chokerede over styrken af Unionens brystværn på toppen. Deres angreb blev forholdsvis let slået tilbage af 60. New York, som led forholdsvis små tab. De konfødererede tab var store, herunder general Jones, som blev såret og forlod slagmarken. En af officererne fra New York skrev: "Uden brystværn ville vores linje være blevet fejet væk på et øjeblik af en byge af kugler og en flodbølge af mænd."
I centrum havde Nicholls' Louisiana brigade en tilsvarende oplevelse som Jones. Angriberne var i princippet usynlige i mørket, undtagen når de skød, men de definsive stillinger var imponerende, og 78. og 102. New York regimenterne led få tab i en kamp, der varede fire timer.
Steuarts regimenter på venstre fløj besatte de tomme brystværn på den nedre del af bakken og følte sig frem i mørket mod Greenes venstre flanke. Unionsforsvarerne ventede nervøst og så ildglimtene fra de konfødereredes rifler komme nærmere. Men da de nærmede sig blev de mødt af en tilintetgørende ild fra Greenes mænd. 3. North Carolina "ravede rundt som en fuld mand".
To regimenter på Steuarts venstre fløj, 23. og 10. Virginia, omgik 137. New York regimentets stilling. Ligesom det sagnomspundne 20. Maine under oberst Joshua L. Chamberlain på Little Round Top tidligere på dagen fandt oberst David Ireland fra 137. New York sig placeret på den yderste ende af Unionens arme i færd med at afværge et stort angreb i flanken. Under kraftigt pres blev newyorkerne presset tilbage til en tværgående skyttegrav, som Greene havde placeret så den vendte mod syd. De holdt stort set deres stilling og beskyttede flanken, men de mistede næsten en tredjedel af deres mænd ved det. På grund af mørket og Greenes brigades heroiske forsvar, opdagede Steuarts mænd ikke, at de havde omtrent uhindret adgang til Unionens hovedforsyningslinje Baltimore Pike, kun 550 meter foran sig. Ireland og hans mænd forhindrede en stor katastrofe i at ramme Meades hær, selv om de aldrig fik den samme opmærksomhed som deres kolleger fra Maine.
I forvirringen af kampe i mørket beskød det 1. North Carolina, som var bragt frem fra reserverne, den 1. konfødererede Maryland bataljon ved en fejltagelse. (I Gettysburg National Military Park henviser monumentet over denne bataljon til "2nd Maryland" så det ikke bliver forvekslet med de to Unionsregimenter ved navn 1st Maryland i Lockwoods brigade.)
I kampens hede nåede lyden af kamp til 2. Korps' chef generalmajor Winfield Scott Hancock på Cemetery Ridge, som straks sendte yderligere reservestyrker. 71. Pennsylvania rykkede ind og hjalp 137. New York på Greenes højre fløj.
Da resten af 12. korps vendte tilbage sent på natten havde konfødererede tropper besat noget af Unionens forsvarslinje på den sydøstlige del af Culp's Hill nær Spangler's Spring. Det forårsagede betydelig forvirring, da Unionstropperne i mørket faldt over fjendtlige soldater i de stillinger de havde rømmet. General Willams ønskede ikke at fortsætte denne forvirrede kamp, så han beordrede sine mænd til at besætte det åbne område foran skovene og vente på daggry. Og mens Steuarts brigade fastholdt en skrøbelig position på det nederste af højderne blev Johnsons andre to brigader trukket væk fra Culp's Hill, også for at afvente daggry. Gearys mænd vendte tilbage for at forstærke Greene. Begge sider forberedte sig på at angribe ved daggry.

### Tredje dag
Det var general Lees plan for den 3. juli at forny angrebene ved at koordinere kampen på Culp's Hill med et fornyet angreb fra Longstreet og A.P. Hill mod Cemetery Ridge. Longstreet var ikke parat til et tidligt angreb, og Unionsstyrkerne på Culp's Hill var ikke så venlige at vente. Ved daggry åbnede fem unionsbatterier ild mod Steuarts brigade i de stillinger de havde erobret og holdt dem nede i 30 minutter indtil et planlagt angreb af to af Gearys brigader. De konfødererede kom imidlertid først. Et forsøg fra Lee på at forsinke kampens start lykkedes ikke. Ewell sendte et tørt svar tilbage med et bud: "For sent at kalde tilbage." Kampen fortsatte indtil sendt på morgenen og bestod af tre angreb fra Johnsons mænd, som alle mislykkedes. Angrebene var stort set en gentagelse af de fra den foregående aften, om end i dagslys.
Efter at kampen var stoppet den foregående aften var enhederne fra 11. Korps blevet forstærket af yderligere tropper fra 1. Korps og 6. Korps. Ewell havde forstærket Johnson med yderligere brigader fra generalmajor Robert E. Rodes division, under brigadegeneralerne Junius Daniel og William "Extra Billy" Smith samt oberst Edward A. O'Neal. Disse yderligere styrker var ikke nok til at overvinde unionens stærke forsvarsstillinger. Greene gentog en taktik han havde benyttet den foregående aften: Han roterede regimenter ind og ud af brystværnene mens de ladede, hvilket opretholdt en høj ildafgivelse.
I det sidste af de tre konfødererede angreb, omkring kl. 10, angreb Walkers Stonewall Brigade og Daniels North Carolina brigade Greene fra øst, mens Steuarts brigade rykke over åben mark mod den højeste bakke mod brigaderne under Candy og Kane, som ikke havde fordel af stærke brystværn. Alligevel blev begge angreb slået tilbage med store tab. Angrebene mod højderne var igen forgæves, og overlegen anvendelse af artilleri mod de åbne marker mod syd gjorde forskellen der.
1. Maryland Potomac Home Brigade (trods navnet var det et regiment at uerfarne rekrutter) blev skudt i smadder mens de kæmpede sig vej til en stenmur over den åbne mark parallelt med brystværnet. Geary skiftede dem ud med 147. Pennsylvania fra Candy's brigade, som gennemførte et vellykket angreb, der gav marken navnet "Pardee Field" efter pennsylvanernes oberstløjtnant Ario Pardee, Jr.
Kampen endte omkring middag med et nytteløst angreb af to unionsregimenter i nærheden af Spangler's Spring. General Slocum, der betragtede kampen fra det fjerntliggende Powers Hill, troede at den konfødererede linje var ved at give efter og beordrede Ruger til at generobre de stillinger som de konfødererede havde taget. Ruger sendte ordren videre til Silas Colgroves brigade, og det blev misforstået i retning af at indebære et direkte frontalangreb på de konfødereredes stilling. De to regimenter, der blev udvalgt til angrebet, 2. Massachusetts og 27. Indiana, bestod af 650 mand mod de 1.000 konfødererede bag stillingerne med 90 meter åben terræn foran. Da oberstløjtnant Charles Mudge fra 2. Massachusetts fik ordren insisterede han på at officen gentog den. Han blev citeret for at have sagt: "Tja, det er rent mord, men det er en ordre". De to regimenter angreb efter hinanden med regimentet fra Massachusetts forrest, men de blev begge slået tilbage med forfærdelige tab: 43% af Massachusetts regimentet og 32% af regimentet fra Indiana. General Ruger talte om en den fejlagtigt udformede ordre som "en af disse uheldige tildragelser, som sker i kampens hede".
Selv om han havde fået forstærkninger og forsøgte at angribe igen blev Johnson kastet tilbage med forfærdelige tab over hele linjen. Oberst O'Neal skrev at hans brigade "angreb igen og igen op til deres stillinger, men blev hver gang tvunget til at trække sig tilbage. Mange modige mænd gik tabt." Tabene på Culp's Hill omfattede omkring 2.000 fra Johnsons division, omtrent en tredjedel af styrken. Yderligere 800 faldt fra forstærkningerne den 3. juli. 12. Korps mistede omkring 1.000 mand fordelt over begge dage, heriblandt 300 mand fra Greenes brigade, svarende til en femtedel. Alpheus Williams opsummerede det nyttesløse i denne kamp: "Det fantastiske er, at rebellerne holdt ud så længe i et forsøg, som efter den første halve time må have fortalt dem at det var nytteløst."
En af de triste historier i krigen drejede sig om familien Culp. To af Henry Culps nevøer var brødre: John Wesley Culp og William Culp. Wesley sluttede sig til den konfødererede hær og William til Unionshæren. Wesleys regiment, 2. Virginia, kæmpede på Culp's Hill og blev dræbt i kampen på fin families ejendom den 3. juli. Ironisk nok sagdes det, at han bar på en besked fra en anden netop afdød soldat til "Ginnie" Wade, den eneste civile, som blev dræbt i slaget. (Hans bror William deltog ikke i slaget og overlevede krigen.)

### Efterspil
Culp's Hill blev et populært turistmål efter slaget. Det lå tæt på byen og i modsætning til de fleste slag, der blev udkæmpet i åbent terræn, var det dækket af tæt skob og den kraftige beskydning gik meget synligt ud over træerne, hvoraf nogle blev fuldstændig skåret af. Geayrs division rapporterede, at de alene den 3. juli affyrede 227.000 skud. Det tog over 20 år inden arrene fra slaget var helet og naturen overtog brystværnene.
I dag er Culp's Hill ubeboet, bortset fra talrige monumenter og et observationstårn, der altsammen vedligeholdes af U.S. National Park Service som en del af
Gettysburg National Military Park.